# ساکالار (آرتوین)
ساکالار (به ترکی استانبولی: Sakalar) یک منطقهٔ مسکونی در ترکیه است که در آرتوین واقع شده‌است. ساکالار ۲۷۵ نفر جمعیت دارد.